# 2024년 6월 죽음
다음은 2024년 6월에 사망한 저명한 인물 목록이다.

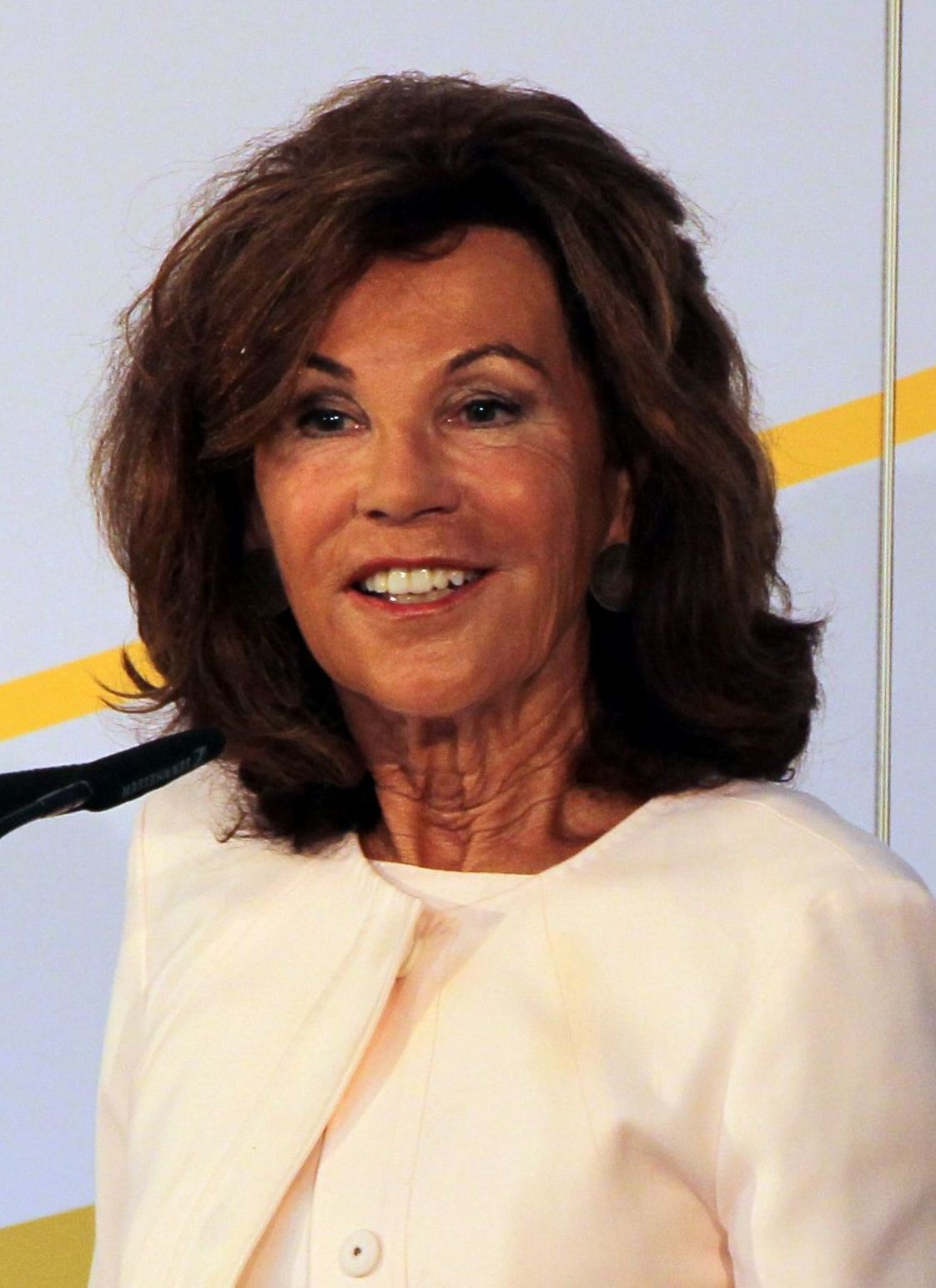
브리기테 비어라인

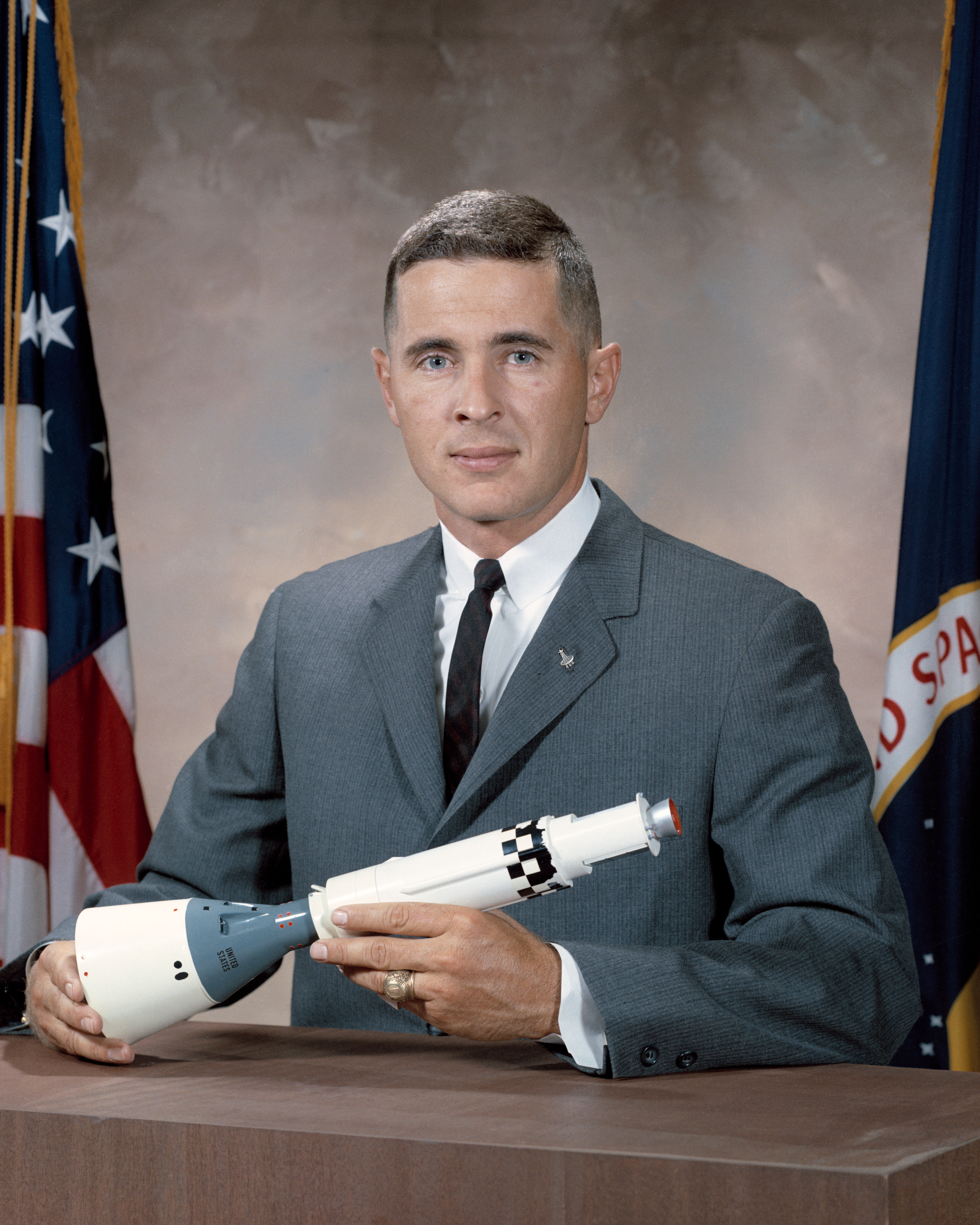
윌리엄 앤더스

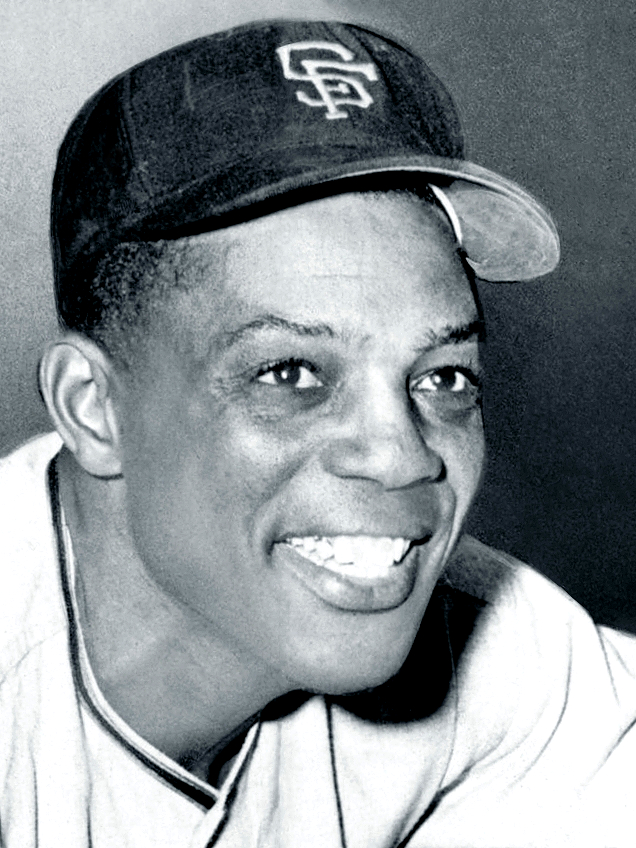
윌리 메이스

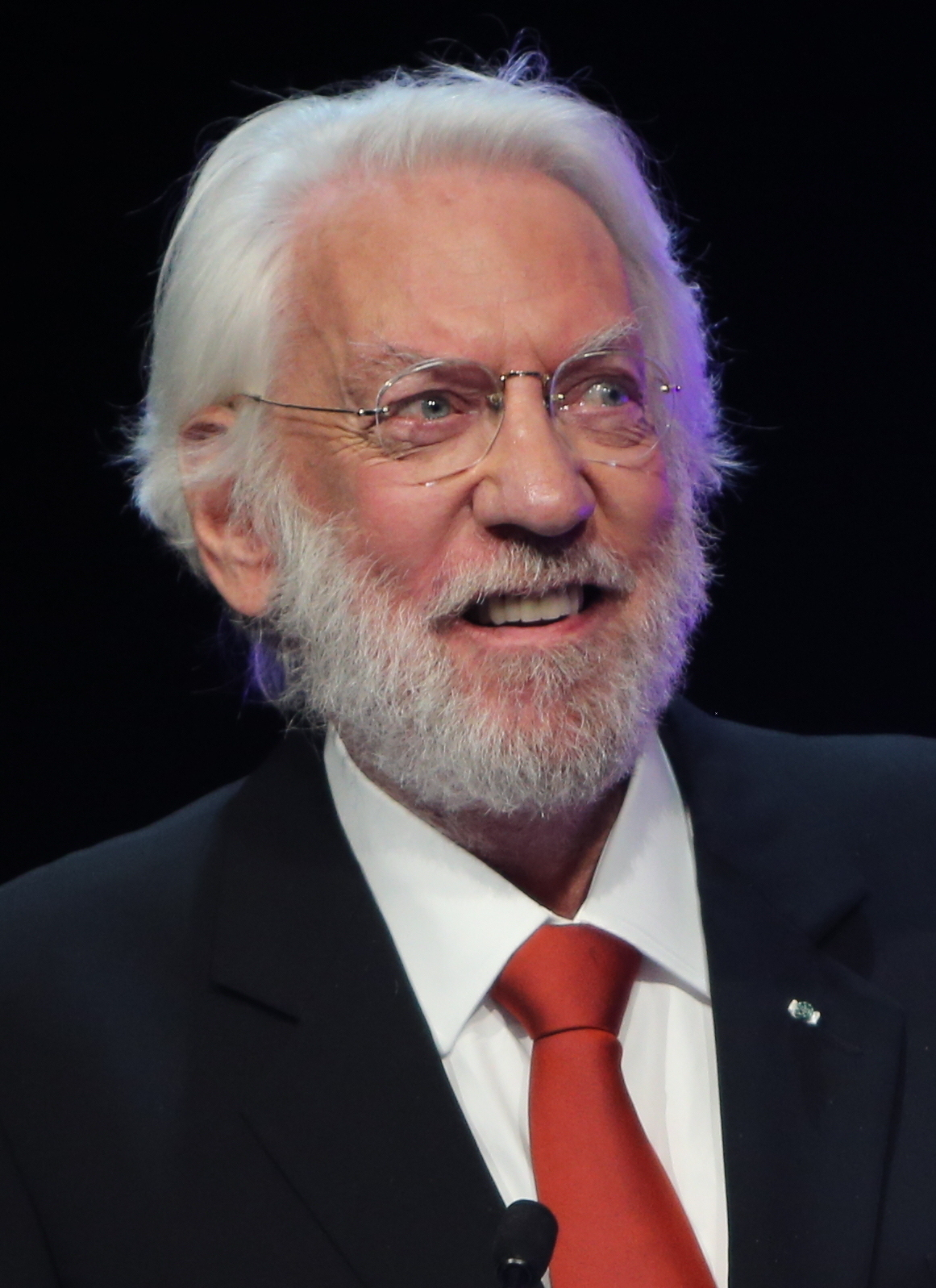
도널드 서덜랜드

- 6월 1일 - 프랑스의 영화배우 필립 르로이
- 6월 2일
  - 이스라엘의 정치인 다비드 레비
  - 미국의 영화배우 재니스 페이지
- 6월 3일
  - 대한민국의 바둑기사 노영하
  - 대한민국의 정치인 박정열
  - 오스트리아의 법조인 브리기테 비어라인
  - 독일의 신학자 위르겐 몰트만
  - 영국의 영화배우 윌리엄 러셀
  - 대한민국의 축구인 이춘석
- 6월 5일 - 일본의 생화학자 엔도 아키라
- 6월 6일
  - 러시아의 수학자 세르게이 노비코프
  - 일본의 건축가 마키 후미히코
- 6월 7일
  - 미국의 우주비행사 윌리엄 앤더스
  - 콩고민주공화국의 축구선수 장카송고 반자
- 6월 8일
  - 일본의 만화가 사사야 나나에
  - 미국의 농구인 쳇 워커
- 6월 9일
  - 대한민국의 시인 김광림
  - 미국의 컴퓨터 과학자 린 콘웨이
- 6월 10일
  - 대한민국의 정치인 박양수
  - 말라위의 정치인 사울로스 칠리마
- 6월 11일
  - 미국의 가수 프랑수아즈 아르디
  - 중국의 항공우주과학자 왕용즈
  - 미국의 영화배우 토니 로 비안코
- 6월 12일
  - 소련의 우주비행사 뱌체슬라프 주도프
  - 미국의 농구인 제리 웨스트
  - 대한민국의 레이싱모델 이해른
  - 대한민국의 기업인 정문술
- 6월 15일 - 이탈리아의 축구인 케빈 캠벨
- 6월 16일
  - 대한민국의 조각가 권경숙
  - 미국의 육상선수 로버트 슐
  - 중화인민공화국의 정치인 천정가오
- 6월 17일 - 이탈리아의 군인 클라우디오 그라치아노
- 6월 18일
  - 미국의 야구선수 윌리 메이스
  - 프랑스의 영화배우 아누크 에메
  - 미국의 색소폰연주자 제임스 챈스
  - 우즈베키스탄의 외교관 비탈리 펜
- 6월 19일 - 일본의 성우 미와 카츠에
- 6월 20일
  - 대한민국의 정치인 문병하
  - 캐나다의 영화배우 도널드 서덜랜드
  - 일본의 권투선수 오기와라 치하루
  - 미국의 영화배우 테일러 윌리
- 6월 21일
  - 이라크의 군인 살라흐 아부드 마흐무드
  - 대한민국의 배우 조학자
  - 미국의 수필가 프레더릭 크루스
- 6월 22일
  - 대한민국의 언론인 김춘길
  - 아르메니아의 영화배우 랄라 므나차카냔
  - 헝가리의 체조선수 코바치 피테르
- 6월 25일
  - 대한민국의 연극연출가 김동수
  - 대한민국의 교수 김영걸
  - 대한민국의 정치인 김재윤
  - 미국의 영화배우 빌 코브스
  - 대한민국의 교육자 윤대원
- 6월 26일
  - 일본의 영화배우 마츠노 타이키
  - 독일의 물리학자 피터 암브루스터
- 6월 27일
  - 카메룬의 축구선수 란드리 눈게모
  - 미국의 영화배우 마틴 멀
- 6월 28일 - 미국의 야구선수 올랜도 세페다
- 6월 29일
  - 모로코의 국왕 랄라 라티파
  - 중화인민공화국의 정치인 스핑
  - 일본의 소설가 양석일
  - 대한민국의 성악가 조민웅
- 6월 30일
  - 대한민국의 법조인 고중석
  - 중국의 배드민턴선수 장즈제